# Åby
Åby – miejscowość (tätort) w Szwecji, w regionie administracyjnym (län) Östergötland (gmina Norrköping).
Miejscowość położona jest w prowincji historycznej Östergötland u południowego podnóża Kolmården, ok. 7 km na północ od Norrköping przy linii kolejowej Katrineholm – Malmö (Södra stambanan) oraz otwartej w 1915 r. linii Åby (Norrköping) – Nyköping – Järna (Nyköpingsbanan). Na wschód od Åby przebiega droga E4.
Według Arthura Nordéna, badacza związanego z Norrköping, w rejonie Åby rozegrać miała się legendarna bitwa pod Bråvalla. W 1918 r. zamieścił on artykuł na ten temat w gazecie Norrköpings Tidningar (Några bidrag till Bråvalla-slagets bygdegeografi).
W 2010 r. Åby liczyło 4980 mieszkańców.